# Rio Ceiţa
O Rio Ceiţa é um rio da Romênia, afluente do Rio Telcişor, localizado no distrito de Bistriţa-Năsăud.